# Estación de Maisons-Laffitte
La estación de Maisons-Laffitte es una estación ferroviaria francesa de la línea de Paris-Saint-Lazare a Le Havre, ubicada en el municipio de Maisons-Laffitte, en el departamento de Yvelines, en región Isla de Francia.
Fue puesta en servicio en 1843 por la compañía de ferrocarriles de París a Rouen. Es una estación de la SNCFpor la que pasan los trenes de la línea A del RER y de la línea L del Transilien.

## Historia

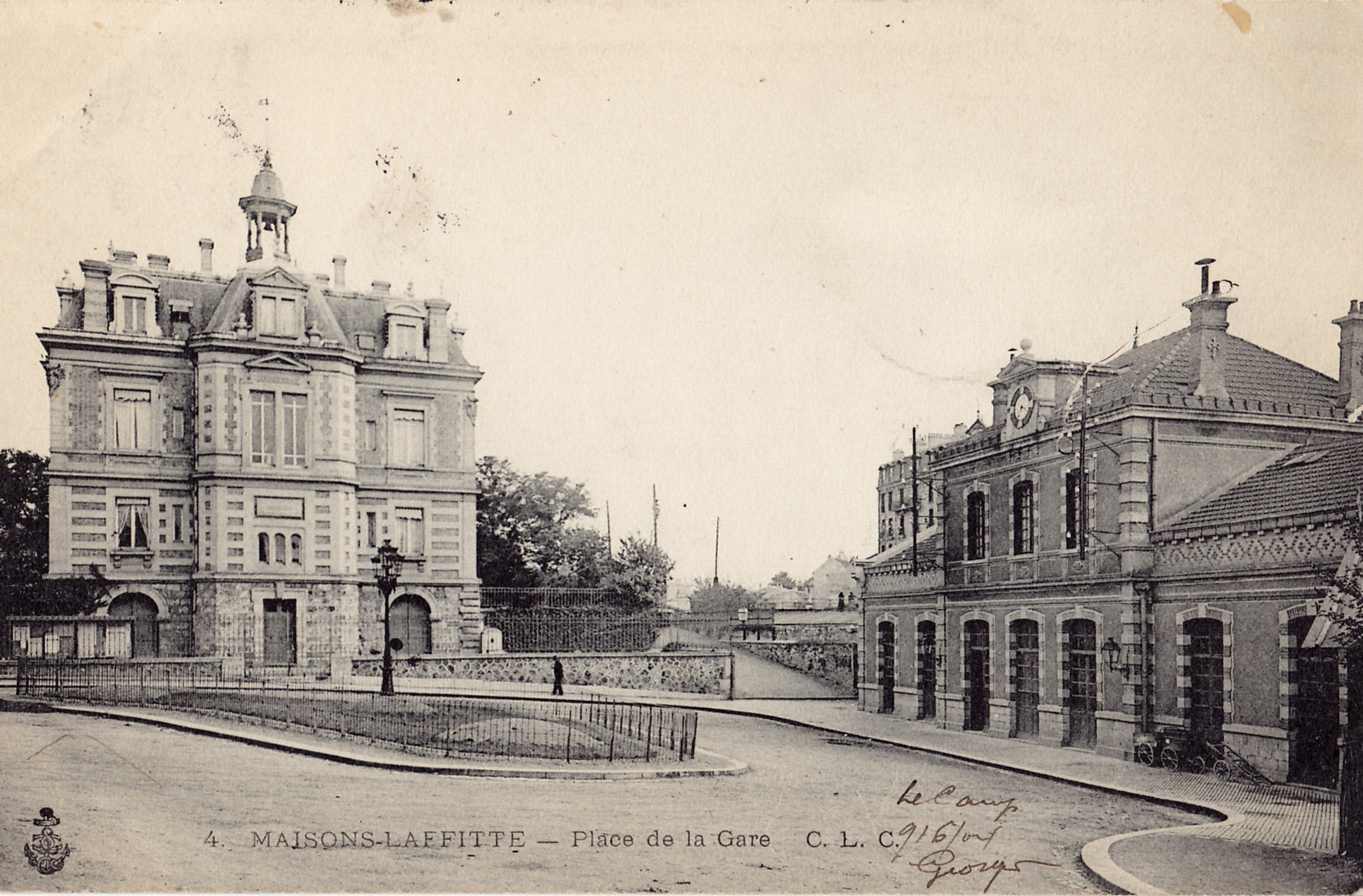
La estación hacia 1905.

De 1898 a 1939, la estación era al origen de un ramal especial que asegura el servicio al hipódromo los días de encuentros hípicos, la línea de Maisons-Laffitte a Champ-de-Courses.
En 2016, SNCF estimaba un uso de 6.517.192 viajeros anuales.

## Servicio de viajeros

### Servicio de trenes
Por la estación pasan los trenes de la línea A del RER; esta estación es la bifurcación de los ramales A3 (Cergy) y A5 (Poissy). También hay servicio de Transilien con la línea L. 

### Intermodalidad
Por la estación pasa la línea 262 de abutobús de RATP, y por la noche por la línea N152 del servicio de autobús Noctilien.